# Toast
Toast (Brasil: Toast: A História de uma Criança com Fome ) é um telefilme do Reino Unido de 2010 dirigido por S. J. Clarkson. Teve sua estreia no Festival Internacional de Cinema de Berlim.

## Sinopse
Os Slater de Wolverhampton são atormentados com a Sra. Slater (Victoria Hamilton) e sua culinária limitada que vem em produtos enlatados que podem ser aquecidos. Sr. Alan Slater (Ken Stott) é doente de preocupação e tem uma personalidade rabugenta, enquanto Nigel anseia por uma vida que é mais do que uma sucessão de jantares enlatados feitas a partir do que pode ser aquecido em água fervente.

## Elenco
| Ator                 | Papel                         | Notas                         |
| -------------------- | ----------------------------- | ----------------------------- |
| Helena Bonham Carter | Joan Potter                   |                               |
| Freddie Highmore     | Nigel Slater, jovem           |                               |
| Ken Stott            | Pai                           |                               |
| Oscar Kennedy        | Nigel Slater, criança         | Sendo este seu primeiro papel |
| Frasier Huckle       | Warrel                        |                               |
| Victoria Hamilton    | Mum                           |                               |
| Matthew McNulty      | Josh                          |                               |
| Clare Higgins        | Mavis                         |                               |
| Ben Aldridge         | Stuart                        |                               |
| Selina Cadell        | Ruby                          |                               |
| Sarah Middleton      | Beany                         |                               |
| Kia Pegg             | Garota na escola primária     |                               |
| Corrinne Wicks       | Professora auxiliar da escola |                               |
| Nigel Slater         | Chefe                         |                               |

## Recepção
No site agregador de críticas Rotten Tomatoes, 62% das 34 avaliações dos críticos são positivas.
O Metacritic, que usa uma média ponderada, atribuiu ao filme uma pontuação de 57 em 100, baseado em 10 críticos, indicando críticas "mistas ou médias".